# Фторид калия
Фтори́д ка́лия (фто́ристый ка́лий, KF) — неорганические вещество; средняя калиевая соль плавиковой кислоты. Бесцветные кристаллы, растворяются в воде. Ядовит.

## Распространение в природе
Фторид калия встречается в природе в виде редкого минерала кароббиитa.

## Физико-химические свойства

### Термодинамические параметры
| Свойство                                     | Значение          |
| -------------------------------------------- | ----------------- |
| Энтальпия образования (298К, в твёрдой фазе) | -567,4 кДж/моль   |
| Энтропия образования (298К, в твёрдой фазе)  | 66,6 Дж/(моль·К)  |
| Энтальпия плавления                          | 28,5 кДж/моль     |
| Энтальпия кипения                            | 172,8 кДж/моль    |
| Теплоёмкость (298К, в твёрдой фазе)          | 49,32 Дж/(моль·К) |

### Растворимость
| Растворитель | Характеристика (г/100 мл) |
| ------------ | ------------------------- |
| Вода (0 °C)  | 44,7                      |
| Вода (10 °C) | 53,5                      |
| Вода (20 °C) | 94,9                      |
| Вода (30 °C) | 108                       |
| Вода (60 °C) | 142                       |
| Вода (90 °C) | 150                       |
| Этанол       | Мало растворим            |

Дипольный момент молекулы фторида калия равен 7,33 Дб.
Молярная электропроводность при бесконечном разведении при 25 °C равна 128,9 См·см2/моль.
Проявляет диамагнитные свойства.

## Методы получения
- Простым лабораторным методом получения фторида калия является растворение KOH или K2CO3 в плавиковой кислоте HF.
- В природе фторид калия встречается редко, и поэтому для промышленного получения KF часто используют природный минерал флюорит (CaF2), который спекают с поташом (K2CO3), затем выщелачивают, и после выпаривания воды получают достаточно чистый фторид калия[7].

## Химические свойства
- Типичная соль. В водном растворе подвергается диссоциации:

KF ↔ K+ + F−.
- Образует ряд кристаллогидратов, например, КF·4Н2О, КF·2Н2О.
- В концентрированной плавиковой кислоте образует гидрофторид калия:

{\displaystyle {\mathsf {KF+HF\ {\xrightarrow[{}]{}}\ K(HF_{2})}}}
- Разлагается кислотами:

{\displaystyle {\mathsf {2KF+H_{2}SO_{4}\ {\xrightarrow[{}]{t}}\ K_{2}SO_{4}+2HF\uparrow }}}
- В жидком сернистом газе образует фторсульфит калия, что используется для получения последнего[8]:

{\displaystyle {\mathsf {KF+SO_{2}\ {\xrightarrow[{}]{}}\ KSO_{2}F}}}

## Основные сферы использования
- Применяется при изготовлении кислотоупорных замазок и специальных стёкол.
- В металлургии в качестве флюса.
- Как реагент при фторировании органических соединений.
- Для получения фторсодержащих соединений калия.
- Кислые соли — гидрофториды, легкоплавкие кристаллические вещества, используемые как электролиты при получении элементарного фтора.
- Наряду со фтористым натрием нашёл своё применение в медицине в качестве противокариесного средства.

## Безопасность
Вещество токсично. ПДК 2 мг/л. При попадании на кожу в большом количестве фтористый калий может вызывать раздражение; пожаро- и взрывобезопасен. Смертельная доза фторида калия для крыс (LD50), полученная орально, составляет 145 мг/кг массы тела.

### Правила обращения с веществом
В соответствии с ГОСТ 12.1.005-76 предельно допустимая концентрация аэрозоля фтористого калия в воздухе рабочих помещений составляет 0,2 мг/м³ (с обязательным контролем фтороводорода).
При превышении предельно допустимой концентрации фтористый калий может вызывать острые или же хронические отравления с поражением жизненно важных органов и систем.
Определение предельно допустимой концентрации фтористого калия в воздухе рабочей зоны основано на поглощении фторида водорода раствором ализаринкомплексоната лантана с последующим измерением оптической плотности образовавшегося тройного комплексного соединения синего цвета.